# Attalla, Alabama
Attalla là một thành phố thuộc quận Etowah, tiểu bang Alabama, Hoa Kỳ. Dân số năm 2009 là 6587 người, mật độ đạt 364 người/km².